# Релігійні війни в Нігерії
Релігійні зіткнення в Нігерії відбуваються між представниками різних релігійних груп, такими як мусульмани і християни. Уряд Нігерії теж бере участь у цьому конфлікті, регулярно посилаючи війська і поліцію для того, щоб припинити масові вбивства. Згідно з переписом населення в Нігерії, мусульмани становлять більшість (50,5 %), християни є другою за величиною конфесією і становлять 48,2 % населення країни. Північна частина Нігерії (де більшість становлять мусульмани) з 1999 року живе за законами шаріату.
Сутички на релігійному ґрунті існували в Нігерії, ще в ті часи, коли вона була колонією Британської Імперії. Однак найбільш запеклі зіткнення почалися після того як північні частини країни отримали право на життя за законами шаріату. Місцева християнська меншість стала зазнавати утисків.

## Передумови
В 1953 році член Ініціативної групи від Північної Нігерії, Ентоні Інахоро, вніс законопроєкт до парламенту Британської Нігерії про надання автономії регіону до 1956 року. Рух було підтримано всіма членами Ініціативної групи і більшістю членів Н. С. Н. К. (домінуючою партією на сході країни). Тим не менш, політики Північної Нігерії вважали що регіон ще не був готовий до самоврядування. У подальшому засіданні Ради міністрів, міністри Північної Нігерії вирішила не вступати в дискусії щодо законопроєкту Інахора в Палаті представників. Ця ситуація була негативно сприйнята Ініціативною групою, що призвело до відставки всіх міністрів від цієї групи з колоніальної адміністрації. Лідери Північної Нігерії потім спробували врятувати ситуацію, підготувавши законопроєкт про автономію регіону в стислі терміни. Багато жителів півночі країни були розчаровані в політиці Лагосу (який розташований в Південній Нігерії). Ситуація стрімко загострювалася, в місті Кано тисячі жителів вийшли на вулицю з вимогою надати регіону більше автономії. Крім того, політична криза навколо даного законопроєкту породила почуття ненависті серед багатьох північних політиків до жителів півдня. Свою роль в цьому зіграло і те, що на півдні країни проживають християни, а на півночі мусульмани. Стало очевидно, що у цих релігійних громад різні погляди на майбутнє колонії.
Заворушення почалися 16 травня 1953 року, коли протестувальники жителі Кано вийшли на вулиці висловити невдоволення політикою Південної Нігерією. 18 травня колоніальне уряд ввів режим надзвичайного стану в Північній Нігерії і війська були направлені до міста Кано. У цей період в результаті збройних сутичок від 36 до 52 осіб було вбито і понад 200 людей отримали поранення.

### 1980-і роки
В 1980 році мусульманська секта Ян Тацине оголосила джихад всім мусульманам, які не входили до неї, і зробив спробу захоплення центральної мечеті в місті Кано. У результаті заворушень загинуло щонайменше 4000 осіб, включаючи лідера секти, Мохаммеда Марву.
У 1981 році або 1982 Ян Тацине влаштувала безлади в Майдугурі, в лютому 1984 року — в Йолі (столиця штату Адамава), в 1985 — в Гомбе (столиця штату Гомбе).
23 березня 1986 року в місті Ілорин сталися зіткнення між християнами і мусульманами. Причиною був вступ Нігерії в організацію ісламська конференція. Зіткнення повторилися 6 березня 1987 в місті  Кафанчан.

## Перебіг подій
Місто Джос двічі ставав центром найжорсткіших сутичок між представниками двох релігійних конфесій. У 2008 році там загинуло 300 осіб, понад 400 поранених, а в 2010 році більше 500 людей загинули в Джосі, це стало одним з найбільш кровопролитних зіткнень в історії міста.
Приблизно між 27 і 30 грудня 2009 року — в місті Баучі в ході зіткнень між поліцією і членами радикальної мусульманської секти Кала-Като загинуло, за різними даними, від 38 до 70 осіб. Велика частина загиблих були дітьми у віці від 9 до 15 років. Лідер Кала-Като Малам Бадамасі загинув або були заарештовані поліцією.
За заявами членів Кала-Като, яка була заснована Мохаммедом Марва, який також заснував Ян Тацине. Секта виступала проти західної освіти та медицини, членам Кала-Като було заборонено тримати в будинку телевізори, радіо, а також будь-яку літературу, крім Корану. У справі секти було заарештовано 11 дітей віком від 5 до 13 років.
28 грудня 2010 року — в результаті серії вибухів і атак на церкви в містах Джос і Майдугурі загинули, щонайменше, 30 осіб. Боко харам взяла на себе відповідальність за теракти і заявила, що це було помстою за події в місті Джос.
5 липня 2011 року — за повідомленням представників державної служби безпеки Нігерії, в штатах Баучі, Борно, Кадуна, Кано, Йобе і Адамава було заарештовано більше 100 членів Боко харам.
25 грудня 2011 року секта Боко харам здійснила серію терористичних актів проти християн.
У відповідь на теракти Джонатан Гудлак ввів у штатах Йобе, Нігер, Плато і в деяких частинах штату Борно режим надзвичайного стану.
2 січня 2012 року представник Боко харам Абул Куака (англ. Abu Quqa) заявив, що християни, які проживають на півночі Нігерії, повинні залишити його протягом трьох днів або загинути.
10 січня 2012 року в результаті нападу на мечеть у місті Бенін-Сіті в штаті Едо, і в результаті обстрілу невідомими людьми бару, в якому було багато поліцейських, 11 осіб загинули. Ініціаторами нападу на мечеть стали учасники профспілок, які виступають за скасування поточних цін на паливо, останнім часом ціна на паливо в країні різко збільшилася.

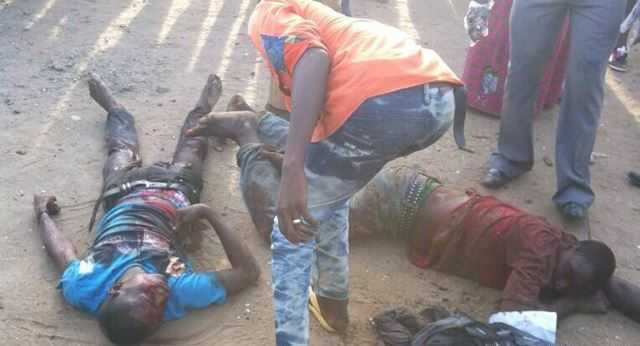
Двоє загиблих мирних жителів після вибуху в 2014 році

13 січня 2012 року Абубакар Шекау, один з лідерів Боко харам, про смерть якого повідомлялося в 2009 році, виступив з відеозверненням на YouTube. На думку журналістів France 24, манера його виступу нагадує аналогічні звернення членів Аль-Каїди.
21 січня 2012 року в Кано була здійснена серія терактів: смертники на моторолерах підірвали себе біля чотирьох поліцейських дільниць. Відповідальність за вибухи, в результаті яких загинуло щонайменше 215 осіб, взяла на себе радикальна мусульманська організація Боко харам.
14 квітня 2014 року — Боко харам викрала понад 270 школярок з ліцею в населеному пункті Чибок (штат Борно). Напад на навчальний заклад лідер організації, Абубакар Шекау, пояснив тим, що «дівчатка повинні покинути школу і вийти заміж». Два вибухи сталися на автобусній станції в передмістях столиці Нігерії міста Абуджа. Близько 30 транспортних засобів, переважно пасажирські автобуси, було пошкоджено. Внаслідок теракту 71 людина загинула і 124 отримали поранення.
20 травня 2014 року в місті Джос, штат Плато, Нігерія сталися два вибухи: один на ринку, другий у прилеглій лікарні. В результаті цих вибухів загинули щонайменше 162 людини, більше 56 отримали поранення.

### Загострення в 2015 році

#### Масові вбивства в Багі
На початку січня 2015 члени організації «Боко Харам» спалили 16 міст і сіл на півночі Нігерії в штаті Борно, а також 10-тисячний міста Бага на березі озера Чад.

#### Бойові дії

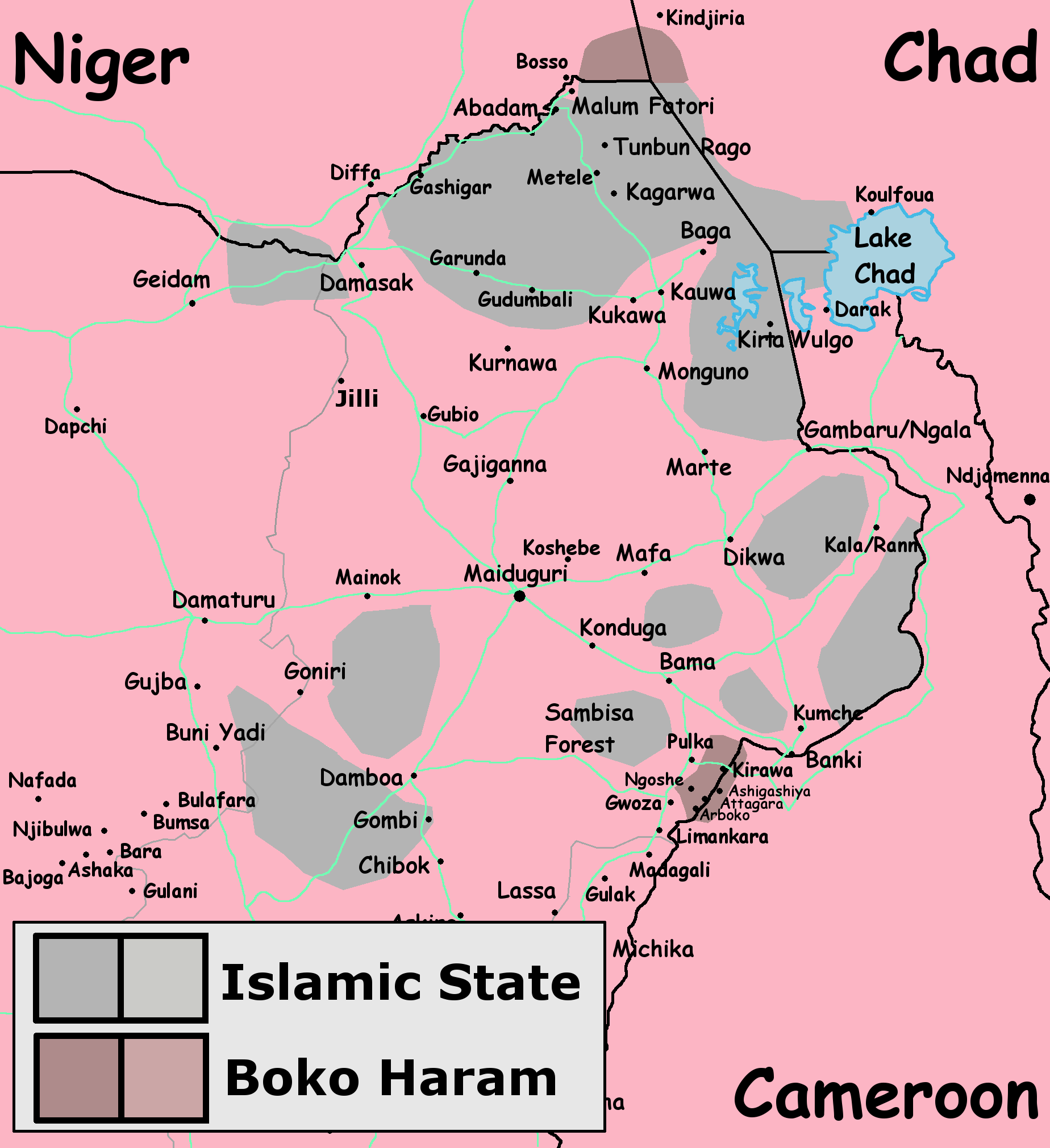
Карта конфлікту станом на 2022 рік

На початку березня терористи «Боко харам» присягнули на вірність «Ісламській державі».
8 березня 2015 року Військовослужбовці Нігера і Чада почали масштабний сухопутний наступ за підтримки ВПС на сили екстремістського угруповання «Боко харам» в районі міст Боссо і Діффа на північному сході Нігерії.
12 березня 2015 року стало відомо, що за 4 дня наступу об'єднаних військ Нігерії, Нігеру, Чаду та Камеруну на території Нігерії звільнено 36 населених пунктів від бойовиків «Боко харам». У цей же день Африканські країни почали готувати проєкт резолюції Ради безпеки ООН в підтримку зусиль Нігерії, Нігеру, Чаду та Камеруну по боротьбі з нігерійської угрупованням «Боко харам».
29 квітня 2015 року військові Нігерії провели операцію в лісі Самбісу на північному сході країни. З полону бойовиків було звільнено захоплених у Чібоці 200 дівчаток та 93 жінки. Як повідомив генерал-лейтенант Збройних Сил Нігерії Кріс Олуколаде, військові знищили три табори ісламістів. Частина дівчат була поранена під час перестрілки, кілька бойовиків вбито.

## Відображення в культурі
- Сльози сонця

## Див. Також
- Боко Харам
- Конфлікт у дельті Нігера
- Список триваючих конфліктів